# 물랑 루즈 (1952년 영화)
《물랑 루즈》(영어: Moulin Rouge)는 1952년 개봉한 영국의 SF 영화이다. 존 휴스턴이 감독과 공동각본을 맡았으며, 피에르 라 무어의 동명 소설이 영화의 원작이다. 1953 베네치아 국제 영화제 은사자상 수상작이다.

## 출연

### 주연
- 호세 페레

### 조연
- 자자 가보
- 수잔느 플론
- 크리스토퍼 리
- 클로드 노리어

## 기타
- 의상: 줄리아 스퀴르
- 의상: 마르셀 버티스
- Ass-PD: 잭 클레이튼

## 같이 보기
- 물랑 루즈 (2001년 영화)